# Classica di San Sebastián 1985
La Classica di San Sebastián 1985, quinta edizione della corsa, si svolse il 16 agosto 1985, per un percorso totale di 244 km. Fu vinta dall'olandese Adrie van der Poel, al traguardo con il tempo di 5h52'32" alla media di 41,528 km/h.
Partirono in 112, arrivarono al traguardo 84 corridori.

## Ordine d'arrivo (Top 10)
| Pos. | Corridore             | Squadra       | Tempo    |
| ---- | --------------------- | ------------- | -------- |
| 1    | Adrie van der Poel    | Kwantum       | 5h52'32" |
| 2    | Iñaki Gastón          | Reynolds      | s.t.     |
| 3    | Juan Fernández Martín | Zor-Gemeaz    | s.t.     |
| 4    | Miquel Àngel Iglesias | Kelme         | s.t.     |
| 5    | Niki Rüttimann        | La Vie Claire | s.t.     |
| 6    | Antoni Esparza        | Kelme         | s.t.     |
| 7    | Imanol Murga Sáez     | Seat-Orbea    | s.t.     |
| 8    | Ángel Camarillo       | Zor-Gemeaz    | s.t.     |
| 9    | Álvaro Pino           | Zor-Gemeaz    | s.t.     |
| 10   | Felipe Yáñez          | Seat-Orbea    | s.t.     |